# بوپیتیا
بوپیتیا (به لاتین: Bopitiya) یک منطقهٔ مسکونی در سری‌لانکا است که در استان مرکزی (سری‌لانکا) واقع شده‌است.